# Heiwa Pachinko World 64
Heiwa Pachinko World 64 (HEIWAパチンコワールド64) est un jeu vidéo de pachinko sorti en 1997 sur Nintendo 64 uniquement au Japon. Le jeu a été développé par Heiwa et édité par Amtex.